# 2 Minutes to Midnight
2 Minutes to Midnight е единадесетият подред сингъл на британската хевиметъл група Айрън Мейдън и първият от албума Powerslave. Сингълът излиза на 6 август 1984 г. и достига 11-о място в класациите на Обединеното кралство. Песента е написана от Ейдриън Смит и Брус Дикинсън.
Песента е посветена на „Часовника на страшния съд“, символичен часовник използван от списанието Bulletin of the Atomic Scientists за означаване на края на човечеството в резултат на ядрена война. През септември 1953 г. часовникът е достигнал 2 минути до полунощ, като за полунощ се приема началото на войната. Това се случва, когато САЩ и Съветския съюз тестват термоядрени оръжия в рамките на девет месеца една след друга. Самата песен отразява точно този момент и може да се интерпретира като антивоенна песен. Първото китарно соло се изпълнява от Дейв Мъри, следвано от китарно соло на Ейдриън Смит.
„Rainbow's Gold“ е част от този сингъл и представлява кавър версия на песен от едноименния албум на британската прогресив рок група Beckett.

## Състав
- Брус Дикинсън (Bruce Dickinson) – вокали
- Дейв Мъри (Dave Murray) – китара
- Ейдриън Смит (Adrian Smith – китара, беквокали
- Стив Харис (Steve Harris) – бас-китара, беквокали
- Нико Макбрейн (Nicko McBrain) – барабани